# Taburett

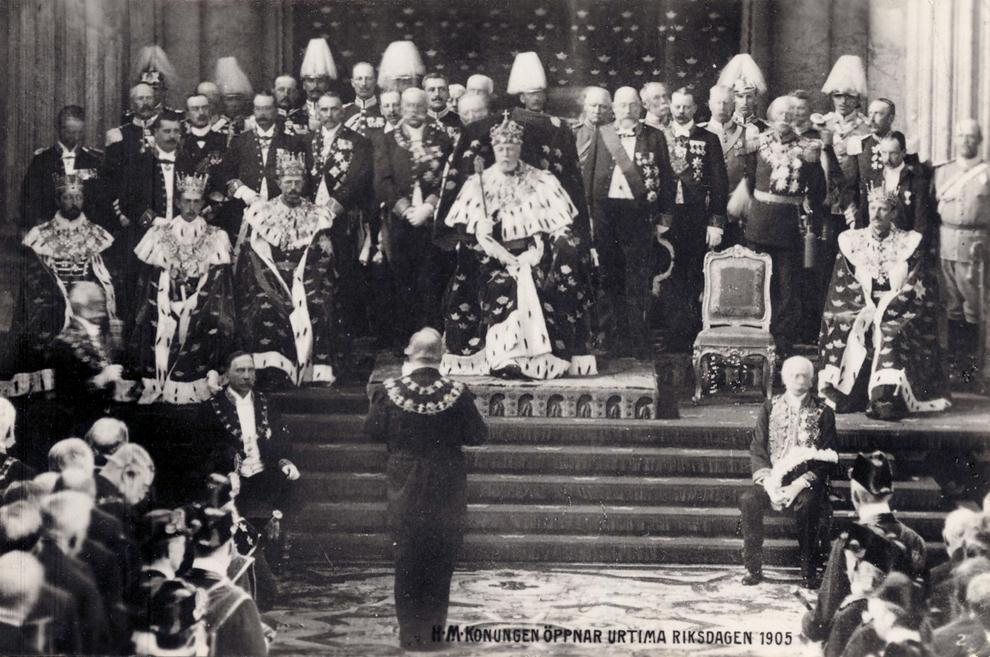
Statsminister Johan Ramstedt (till vänster) och utrikesminister August Gyldenstolpe (till höger) sittande på taburetter vid riksdagens högtidliga öppnande 1905.

Taburett, kullerstol, är en form av stoppad stol eller i egentlig mening pall, eftersom taburetten saknar ryggstöd. 
En taburett är antingen utförd i en fällkonstruktion eller så har den fyra fria ben, vilka stundom är förbundna med ett fotkryss. 

## Politisk betydelse
I Sverige lät Gustav III efter franskt mönster sina riksråd sitta på taburetter under konseljen, och ordet taburett kom därför så småningom att i överförd betydelse beteckna även själva statsrådsämbetet som regeringstaburett. Därav förekommer uttryck som ”maktens taburetter”.
Ännu på 1970-talet satt Sveriges statsminister och utrikesministern på taburetter nedanför tronen vid riksdagens högtidliga öppnande.

## Bildgalleri

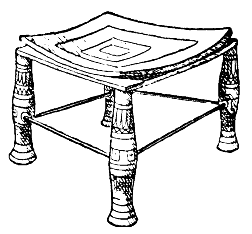
Forntida egyptisk taburett.
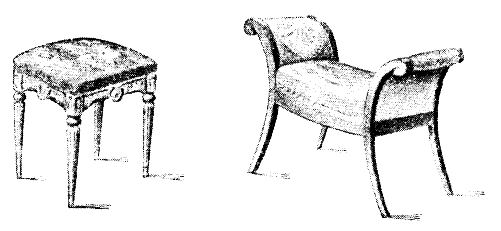
Taburetter i gustaviansk stil (t.v.) och Karl Johansstil (t.h.).
Taburett av gråmålad ek med svarvade ben, ca 1650.
Taburett av polerad björk, 1810–1850, Skoklosters slott.
Taburett av ek, ca 1650–1700, Skoklosters slott.